# Platythelys alajuelae
Platythelys alajuelae är en orkidéart som beskrevs av Paul Ormerod. Platythelys alajuelae ingår i släktet Platythelys och familjen orkidéer.
Artens utbredningsområde är Costa Rica. Inga underarter finns listade i Catalogue of Life.